# Associação de Cultura e Recreio de Gulpilhares
La Associação de Cultura e Recreio de Gulpilhares, (abreviadamente ACR Gulpilhares) es un club de hockey sobre patines de la ciudad portuguesa de Vila Nova de Gaia. 

## Historia
El club fue fundado el 1 de agosto de 1944. Actualmente milita en la 2ª división (zona norte) del Campeonato de Portugal de hockey sobre patines.
Su éxito deportivo más destacado fue su participación en la final de la Copa de la CERS de la temporada 1996-97, en la que cayó derrotado por la UD Oliveirense.
También cabe resaltar como su mejor clasificación en el Campeonato de Portugal de hockey sobre patines, el 4º puesto alcanzado en la temporada 1995-96.